# Oleksàndrivka (Krasnogvardiske)
|  | Per a altres significats, vegeu «Oleksàndrivka». |

Oleksàndrivka (en ucraïnès: Олександрівка, en rus: Александровка, Aleksàndrovka) és un poble de la República Autònoma de Crimea a Ucraïna, que el 2014 tenia 1.301 habitants. Pertany al districte de Krasnogvardiske.